# Sommerhit
Sommerhit ist ein Ausdruck der Musikindustrie für Lieder der Unterhaltungsmusik, die von vielen Musikkonsumenten mit dem Sommer eines bestimmten Jahres assoziiert werden und durch intensives Airplay bekannter werden als andere Musikstücke derselben Saison.

## Entstehungsgeschichte
Sommerhits, deren textlicher Inhalt auf Urlaubs- oder Sommerthemen fokussiert war, entstanden zunächst aus der eher zufälligen Veröffentlichung von Songs während der Sommerzeit. So ist der am 11. Juni 1958 veröffentlichte Summertime Blues von Eddie Cochran oder Here Comes Summer von Jerry Keller vom Juni 1959 zu erklären. Beide entwickelten sich zu Millionensellern und waren damit Vorbild für weitere Hits dieser Art. Erster Nummer-eins-Hit wurde dann ein Jahr später Brian Hylands Itsy Bitsy Teenie Weenie Yellow Polkadot Bikini, der ebenfalls über eine Million Mal verkauft wurde. Die ersten Sommerhits hatten somit auch mit dem Sommer zusammenhängende Themen zum Inhalt, was jedoch später nicht immer der Fall war.

## Inhalte eines Sommerhits
In der Retrospektive lässt sich fast jedem Jahr mindestens ein Sommerhit zuordnen, obwohl es keinen offiziellen und neutralen Entscheidungsträger gibt, der ein Lied zum Sommerhit des Jahres deklariert. Vielmehr werden von der Musikindustrie schon im Frühjahr eines jeden Jahres bestimmte Lieder aus Promotionsgründen mit dem Prädikat „Sommerhit“ beworben. Bisweilen versuchen auch Unternehmen, die im Rahmen ihrer Kommunikationspolitik in der Werbung eingesetzte Musik zu Sommerhits zu stilisieren.
Einer Studie der University of Huddersfield (Großbritannien) vom September 2005 für das Inflight-Magazin British Airways High Life Magazine zufolge gibt es eine stereotype Formel, die den perfekten Sommerhit entstehen lässt. Rupert Till analysierte die als Sommerhits klassifizierten Charthits und gelangte auf diese Weise zu einem „Ohrwurm-Quotienten“ („Catchiness Quotient“), der sich aus verschiedenen Variablen zusammensetzt. Hierzu gehören insbesondere die Entfernung von Halbtönen zum höchsten und niedrigsten Ton im Refrain, die Anzahl der verwendeten Akkorde, Anzahl der Schritte in einer Tanzabfolge oder die Aufwendungen für Promotion durch die Plattenfirma. Der Quotient bestätige, so die Studie, dass es eine Formel für das Phänomen eines Sommerhits gebe und warum aus musikwissenschaftlichen Gründen in beinahe jedem Sommer die Hitparaden durch derart eingängige und einprägsame Songs überfallen würden. Die Studie lässt allerdings offen, ob alle von ihr untersuchten Sommerhits diesem Schema folgen und ob die Käufer von Tonträgern ihr Kaufverhalten danach richten.
Merkmale eines klassischen Sommerhits sind demnach in der Regel eine einfache Melodie, ein tanzbarer Rhythmus und einfacher Text. Als Rhythmusvorlage dienen häufig lateinamerikanische Tänze wie Samba, Salsa und Merengue. Darüber hinaus wird ein Sommerhit sehr häufig mit einem sehr einfachen Partytanz verbunden, während sich der Text zumeist zwischen Urlaubs- und Sommerthemen bewegt.

Mungo Jerry: In the Summertime (Maxi-Single)

In der Regel ist der Sommerhit bzw. der Interpret ein One-Hit-Wonder oder jedenfalls nur von kurzlebiger Dauer im Musikgeschäft. Zudem heben sich Sommerhits durch intensives Airplay im Radio von anderen, gleichzeitig erschienenen Titeln heraus. Umsatztechnisch ist in der Musikindustrie bekannt, dass ein Sommerhit weniger Plattenumsatz erfordert als ein im Winter veröffentlichter Titel, wenn er den gleichen Rang in der Hitparade erreichen soll. Das liegt daran, dass der saisonale Umsatzschwerpunkt der Plattenindustrie im Winter liegt. Das Phänomen des Sommerhits ist lediglich in den umsatzstärksten Tonträgermärkten bekannt (USA, Großbritannien, Japan, Deutschland u. a.). Hier erscheinen auch fast regelmäßig im Rahmen der Zweitverwertung Kompilationen von Sommerhits mit Titeln wie Biggest Hits of Summer oder Hit Giganten – Sommerhits (jeweils Deutschland).
Als einer der erfolgreichsten Sommerhits aller Zeiten gilt In the Summertime von Mungo Jerry, der am 22. Mai 1970 veröffentlicht wurde und mindestens sechs Millionen Mal verkauft worden ist. Er verwirklicht alle Anforderungen an einen Sommerhit: textlich auf den Sommer bezogene Freizeitinhalte, tanzbarer Rhythmus, eingängige Melodie, rechtzeitige Veröffentlichung und Rang Nummer eins der Hitparaden in 26 Ländern. Auch Lou Begas Mambo No. 5 von 1999 gehört in die Kategorie der umsatzstärksten Sommerhits.

## Sommerhits in Deutschland
Die GfK Entertainment hat am 13. August 2014 erstmals den offiziellen „Sommerhit des Jahres“ in Deutschland benannt, hierbei fiel die Wahl auf Prayer in C (Robin Schulz Remix) vom deutschen DJ Robin Schulz und dem französischen Folkpop-Duo Lilly Wood & the Prick. Im gleichen Jahr wurden rückwirkend die Sommerhits bis ins Jahr 2009 präsentiert. Mit der Präsentation für den „Sommerhit des Jahres 2016“ erweiterte man die Liste rückwirkend bis ins Jahr 1990.  Als Kriterien für einen Sommerhit nennt GfK Entertainment: „Er hat eine eingängige Melodie, ist zum Tanzen geeignet, verbreitet Urlaubsstimmung, stand möglichst auf Platz eins der Charts, wurde durch kein Großevent bekannt, wird in Clubs rauf und runter gespielt und stammt von einem Künstler, der in den Jahren zuvor keine großen Charterfolge feiern konnte. Dazu kommen hohe Abrufe auf Musik-Streaming-Portalen und im Social Media Bereich.“